# عقد استغلال

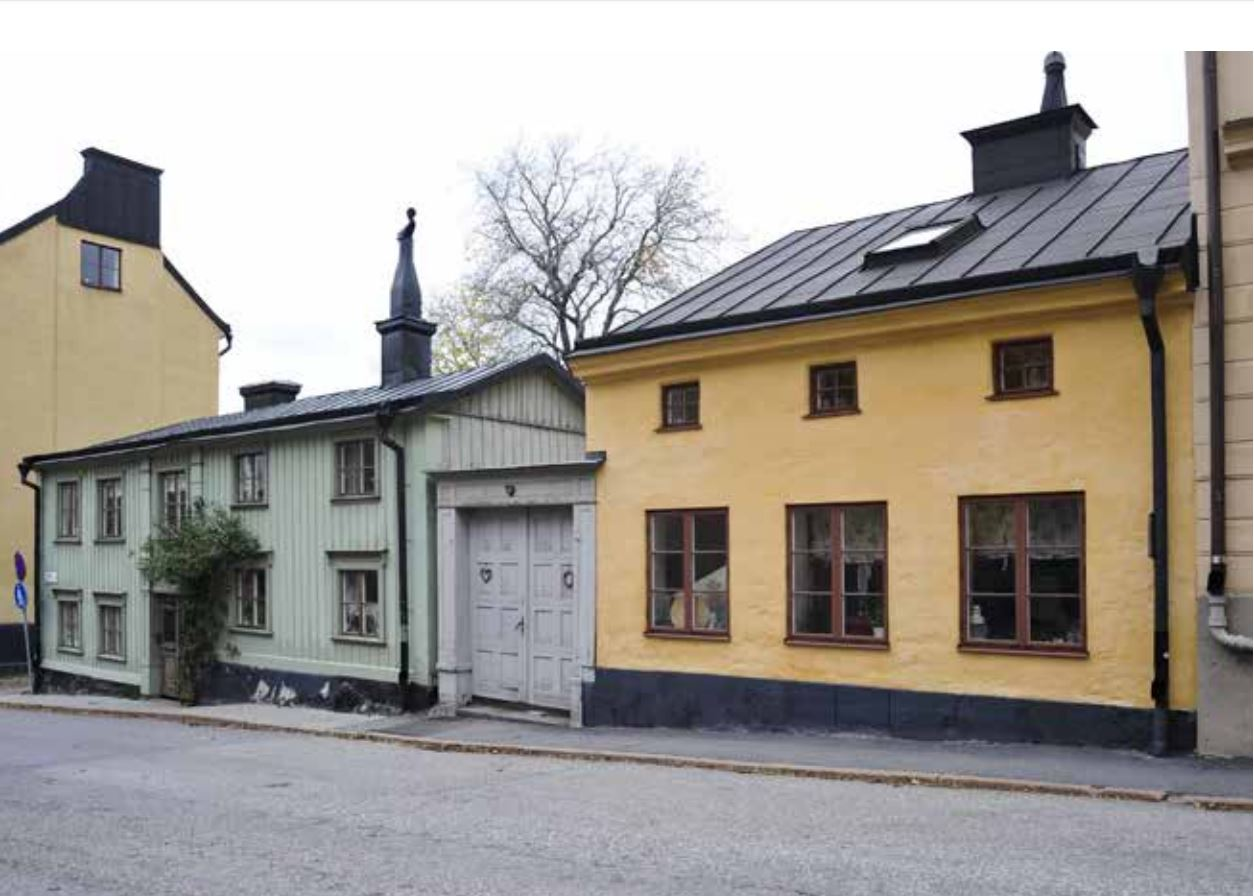

عقد الاستغلال هي ملكية حق مؤقت في حيازة الأرض أو الممتلكات التي يحتفظ فيها المستأجر بحقوق الملكية العقارية عن طريق شكل من أشكال الملكية من المؤجر أو المالك. بمعنى أنها عقود تسمح للطرف غير المالك بالاستفادة من الأرض أو الممتلكات لفترة معينة من الزمن، عادة مقابل إيجار أو نسبة من المحصول. يُعتبر عقد الاستغلال عادة ملكية شخصية.
عقد الاستغلال هو شكل من أشكال حيازة الأرض أو حيازة الممتلكات حيث يشتري أحد الطرفين الحق في شغل الأرض أو المبنى لفترة زمنية محددة. نظرًا لأن عقد الاستتغلال هو عقد قانوني، يمكن شراء هذه العقود وبيعها في السوق المفتوحة. وبالتالي فإن المستأجر يختلف عن التملك الحر حيث يتم شراء الملكية بشكلٍ مباشر ويتم الاحتفاظ بها لفترة زمنية غير محددة، وكذلك يختلف عن عقد الإيجار حيث يتم السماح (تأجير) العقار على أساس دوري مثل أسبوعيًا أو شهريا.
حتى نهاية فترة الاستغلال (تقاس في كثير من الأحيان على مدى عقود أو قرون؛ عقد الإيجار لمدة 99 عام هو أمر شائع جداً) يحق للمستأجر أن يبقى في العمل كمستأجر مضمون يدفع الإيجار المتفق عليه للمالك. وترد شروط الاتفاقية في عقد الاستغلال، الذي يشتمل على عناصر العقد وقانون الملكية.